# Meteorologický radar
Meteorologický radar je radiolokátor určený k detekci meteorologických cílů – hydrometeory, oblaky, litometeory.

## Princip
Vysílač meteorologického radaru vysílá elektromagnetické záření o vlnové délce 2 až 10 cm v krátkých pulzech s vysokým okamžitým výkonem (řádu 100 kW). Záření dopadne na cíl, kterým je zčásti pohlceno a rozptýleno, přičemž část záření se vyzáří zpět k anténě radaru. Pokud je záření přijímačem radaru zachyceno, je zesíleno a následně zpracováno.
Na základě rozboru přijatého odraženého signálu lze zjistit vertikální a horizontální rozměry oblaku, jeho strukturu, množství vodních kapek a rychlost postupu srážkového pásma či oblačnosti. Vzhledem k závislosti radarové odrazivosti na velikosti kapek lze následně dopočítat odhad intenzity a velikosti srážek. Ke zpřesnění odhadů se radarové snímky porovnávají s měřeními pozemních srážkoměrů, takže lze dle příslušných hydrologických modelů zjistit, zda z přívalových či krajinných dešťů hrozí záplavy.

## Produkty
U prvních radarů se meteorologické cíle zobrazovaly na obrazovkách, z nich byly manuálně snímány jejich obrazy, které byly dále pomocí faksimilového vysílání odesílány uživatelům. Data z digitálních radarů jsou uloženy ve sférických souřadnicích ve formě tzv. PPI hladin. Základními produkty jsou pole odrazivosti na jednotlivých elevačních úhlech (PPI), pole odrazivosti v konstantní nadmořské výšce (CAPPI), pole maximální odrazivosti ve vertikálním sloupci ze všech měřených hladin (MAX Z), MAX Z s bočními průměty maximální odrazivosti (MAX Z 3D), horní hranice oblačnosti daná určitou odrazivostí (ECHO TOP) a další. Radarová odrazivost a jí odpovídající intenzita srážek se u moderních digitálních radarů odlišuje barvami podle daného klíče.
Český hydrometeorologický ústav používá k zobrazení odhadu intenzity srážek následující barvy:
- fialová až modrá – velmi slabé srážky nebo mrholení; při bezesrážkové meteorologické situaci je lze zaměnit s pozemními cíli;
- tyrkysová až světle zelená – slabé až mírné srážky;
- žlutá až oranžová – silné až velmi silné srážky; v bouřkách ojedinělé krupobití;
- červená až hnědá – velmi intenzivní srážky, meteorologicky přívalový déšť (v našich podmínkách jen při bouřkách, tj. srážky jsou vázány na oblaky typu cumulonimbus); pravděpodobné krupobití;
- bílá – extrémní srážky – přívalový déšť; téměř jisté krupobití.

## Meteorologické radary v Česku

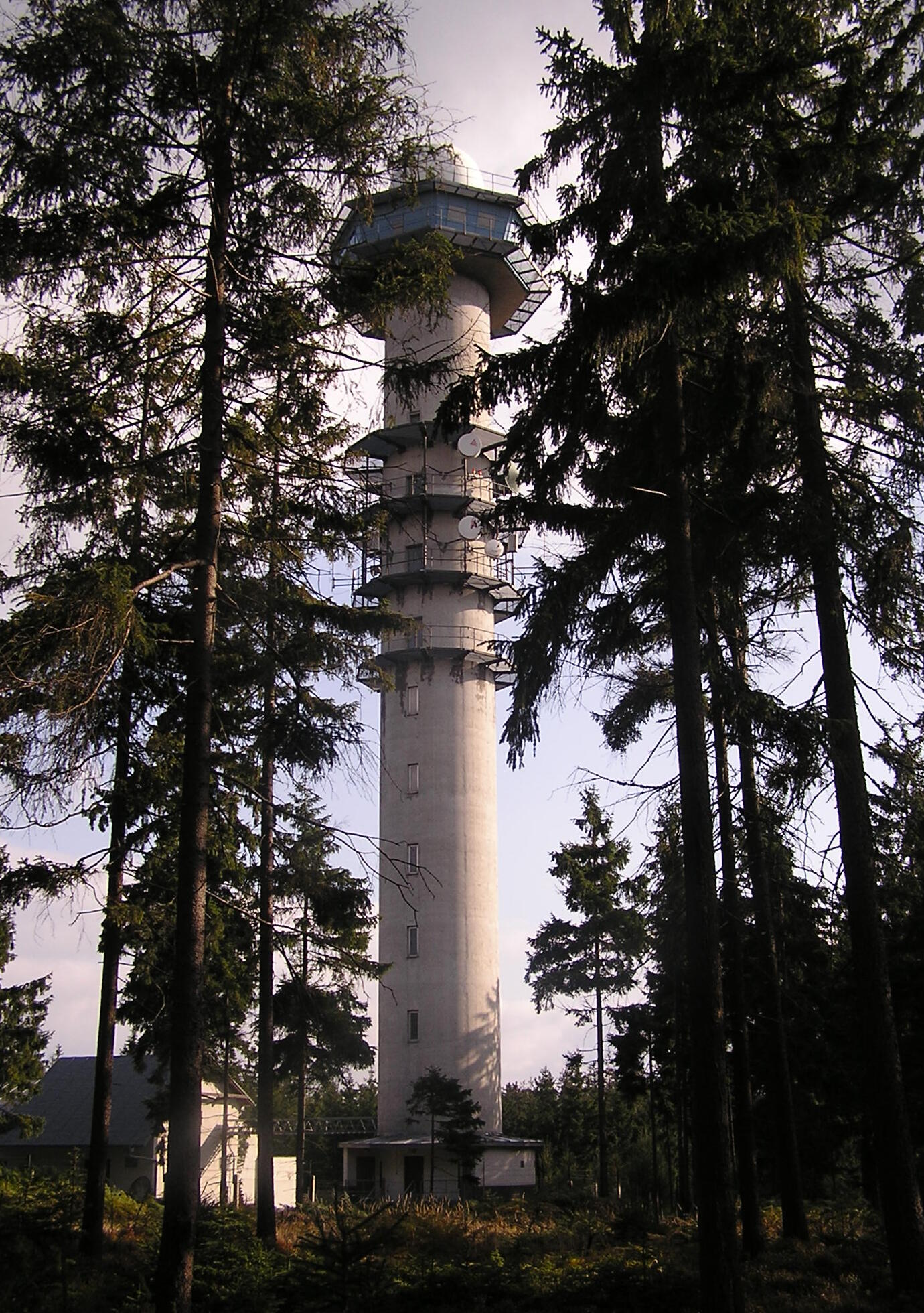
Meteorologický radar na vrchu Praha v Brdech

V české části Československa se radar pro meteorologické účely začal využívat od konce 60. let 20. století. Na observatoři Praha-Libuš byl radar nainstalován až v roce 1969, jednalo se o český radar TESLA RM-2. Od roku 1971 sloužil pro pravidelná manuální měření. Na věži byly instalovány sovětské radary MRL-2 a poté MRL-5. Digitalizace byla v Praze-Libuši dokončena v roce 1992.
Na území Česka má ČHMÚ v provozu dva meteorologické radary na vrcholech Praha (od 1995) v Brdech a Skalky (od 1999) u Protivanova na Drahanské vrchovině. Oba radary tvoří národní radiolokační meteorologickou síť CZRAD, která je součástí středoevropské radarové sítě CERAD. Minimální detekovaná odrazivost radaru Skalky je 9,7 dBZ v maximální vzdálenosti 260 km, minimální detekovaná odrazivost radaru v Brdech je 10,6 dBZ v maximální vzdálenosti 260 km. Oba radary pokrývají celé území Česka.
Na jaře 2015 byl demontován radar EEC (Enterprise Electronics Corporation, USA) DWSR-2501 C v Brdech (Praha 860 m). V průběhu května 2015 byl v Brdech instalován, zprovozněn a otestován radar Vaisala (Finsko) Weather Radar WRM200. Jedná se o dopplerovský radar s duální polarizací pracující v pásmu C (4 až 8 GHz), který umožňuje rozpoznávat velikost a tvar radarových cílů, takže např. rozpozná, zda se jedná o srážky dešťové či sněhové. Na podzim roku 2015 byl instalován na lokalitě Skalky rovněž radar Vaisala Weather Radar WRM200.
Česká firma Meteopress vyvíjí a používá vlastní meteorologické radary MeteoSense pracující v pásmu X (8 až 12 GHz). V ČR má v provozu 7 radarů. Jde o solid state radary.